# Gary W. Billings
Gary W. Billings est un astronome amateur canadien, géophysicien de profession. Il travaille à (Calgary, en Alberta, au Canada.

## Biographie
Le Centre des planètes mineures le crédite de la découverte de six astéroïdes, toutes effectuées en 1999.
L'astéroïde (73703) Billings lui a été dédié.
| (13405) Dorisbillings | 21 septembre 1999 |
| (40463) Frankkameny   | 15 septembre 1999 |
| (42917) 1999 SU1      | 21 septembre 1999 |
| (49869) 1999 XG115    | 12 décembre 1999  |
| (66488) 1999 RD44     | 15 septembre 1999 |
| (102233) 1999 TJ19    | 10 octobre 1999   |

.Il a également mené des études approfondies de photométrie d'étoiles variables en collaboration avec des observateurs du monde entier. Entre 2002 et 2004, il est membre du conseils de l'Association américaine des observateurs d'étoiles variables.